# Philipp Marschall
Philipp Marschall (* 5. Februar 1988 in Bad Salzungen) ist ein ehemaliger deutscher Skilangläufer.
Philipp Marschall lebt in Unteralba und startete für den Rhöner WSV Dermbach. Der Zollwachtmeister gehörte dem deutschen Zoll-Ski-Team an. Er wurde am Sportgymnasium in Oberhof ausgebildet. Seine ersten internationalen Rennen bestritt er im Skilanglauf 2005 im Rahmen des Alpencups, später folgten weitere Rennen in unterklassigen FIS-Rennen. Anfang 2006 erreichte er in Praz-de-Lys erstmals die Podestränge in einem FIS-Rennen, einen Monat später gewann er in Girkhausen sein erstes FIS-Rennen über 10 Kilometer Klassisch. 2011 gewann er in Ramsau am Dachstein in derselben Disziplin sein zweites internationales Männerrennen. Bei den Juniorenweltmeisterschaften 2007 in Tarvisio belegte Marschall über 10 Kilometer Freistil den zehnten Platz, ein Jahr später wurde er in Malles auf der Klassik-Strecke über dieselbe Distanz 24. und gewann über 20 Kilometer Freistil den Titel des Junioren-Weltmeisters. Mit Hannes Dotzler, Thomas Bing und Tim Tscharnke gewann er zudem Silber im Staffelrennen. 2009 wurde er in der U-23-Konkurrenz in Praz-de-Lys 32. über 15 Kilometer Freistil und Sechster des Verfolgungsrennens, 2010 in Hinterzarten Elfter über 15 Kilometer Klassisch, im Verfolgungsrennen belegte er Platz 22. Bei den U-23-Weltmeisterschaften 2011 in Otepää erreichte Marschall Platz 19 in der Verfolgung.
2008 debütierte Marschall in Oberhof beim Prolog der Tour de Ski 2008/09 bei den Männern im Skilanglauf-Weltcup und wurde dabei 59. Bei den Weltcuprennen von Lahti 2010 erreichte er seine besten Ergebnisse in der höchsten Rennserie. In der Verfolgung erreichte er als 30. zum ersten und einzigen Mal die Punkteränge, mit Hannes Dotzler, Tobias Angerer und Tim Tscharnke erreichte er zudem im Staffelrennen mit Rang drei das Podest. Bei den Deutschen Meisterschaften 2010 gewann er dreimal die Silbermedaille. Bis zu seinem letzten Rennen 2011 in Kuusamo konnte er an diese Erfolge nur noch einmal anknüpfen, als er in Kuusamo 2010 im Rahmen des Nordic Opening 29. des Verfolgungsrennens werden konnte, und entschloss sich zur Saison 2012/13 zu einem Wechsel zum Biathlonsport.
Seinen ersten Erfolg im Biathlonsport feierte Marschall bei den Deutschen Meisterschaften 2013, als er an der Seite von Christoph Stephan und Erik Lesser im Staffelrennen als Vertretung Thüringens den Titel gewinnen konnte. In der Saison 2013/14 nahm er wieder an Skilanglaufrennen teil. Er trat dabei vorwiegend beim Alpencup an. Bei der Deutschen Skilanglauf-Meisterschaften 2015 in Oberwiesenthal gewann er Bronze über 10 km Freistil und Silber im Sprint. Im 15-km-Verfolgungsrennen wurde er deutscher Meister.